# Hraniční přechod Jordán
Hraniční přechod Jordán (hebrejsky: מסוף נהר ירדן, Masuf nahar Jarden, arabsky:معبر نهر الأردن) je hraniční přechod mezi Izraelem a Jordánskem určený pro silniční přepravu.
Nachází se v nadmořské výšce cca 280 metrů pod hladinou moře cca 7 kilometrů východně od města Bejt Še'an a cca 25 kilometrů jihozápadně od Irbidu. Na dopravní síť je na izraelské straně napojen dálnicí číslo 71. Na jordánské straně k přechodu odbočuje z dálnice číslo 65 lokální komunikace.

## Dějiny
Jde o tradiční místo přechodu řeky Jordán, které spojovalo již ve starověku oblast okolo Bejt Še'an s regionem Gilead ležícím východně od Jordánu. Most, který tu stál, se hebrejsky nazývá Gešer Ma'oz (גשר מעוז, doslova Most Ma'oz), podle nedaleké vesnice Ma'oz Chajim, arabsky Džisr Šejch Husejn. Táhl tudy římský vojevůdce Pompeius i starověký židovský vůdce Juda Makabejský. V roce 638 tudy táhlo arabské vojsko během jeho expanze na Blízkém východě. Roku 1183 byla lokalita dějištěm přesunů Saladinových armád. Roku 1918 tudy prchali Turci před postupem Britů. Prý tu poblíž zakopali velké množství cenností včetně zlata. Když procházel most v roce 1931 opravou, probíhaly tu bez výsledku vykopávky s cílem najít domnělý poklad.
Během takzvané Noci mostů roku 1946 byl most poničen při sabotážní akci židovského protibritského odboje, jejímž cílem bylo přerušit dopravní spojení mezi tehdejší mandátní Palestinou a okolními státy. Byl pak rychle opraven, ale znovu zničen izraelskými silami během první arabsko-izraelské války v letech 1948-1949.
V letech 1948-1994 byla starobylá dopravní tepna přes řeku Jordán v tomto místě nevyužívaná kvůli absenci přeshraničních styků mezi Izraelem a Jordánskem. To se změnilo v souvislosti s podpisem mírové smlouvy mezi Izraelem a Jordánskem. Hraniční přechod Jordán byl otevřen v listopadu 1994. V roce 1996 u něj vyrostly přes řeku Jordán dva nové mosty. V červenci 1996 proběhlo otevření terminálu pro nákladní silniční přepravu (rozšířen roku 2001 a opět roku 2006). Roku 1998 následovala výstavba budovy duty-free obchodů.

## Statistika

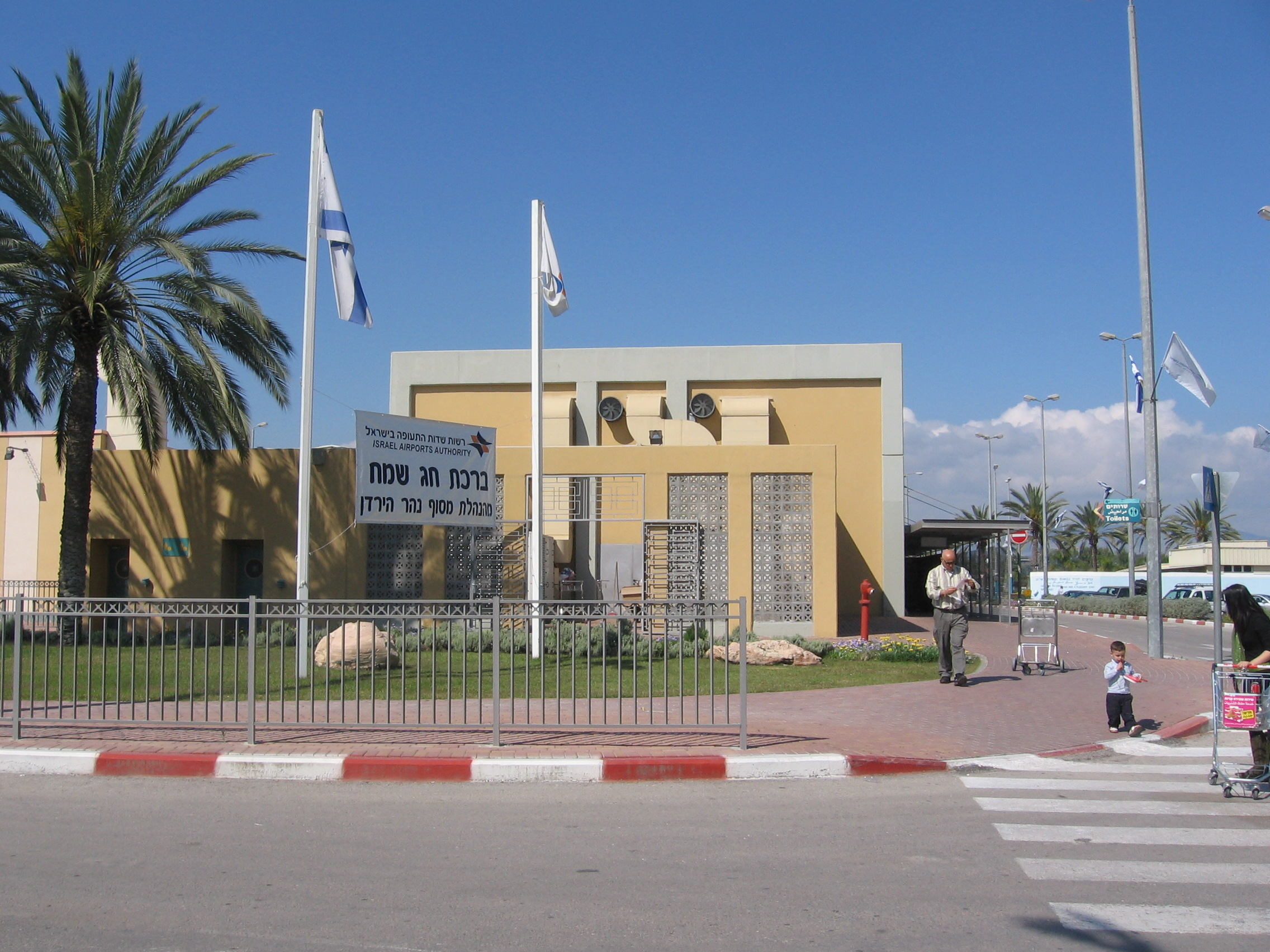
Hraniční přechod z izraelské strany

Přechod vykazuje trvale rostoucí počet odbavených osob, mírně roste i počet odbavených vozů a nákladních vozů.
| Rok   | 2002    | 2003    | 2004    | 2005    | 2006    | 2007    | 2008    |
| ----- | ------- | ------- | ------- | ------- | ------- | ------- | ------- |
| Počet | 327 298 | 327 522 | 354 577 | 381 388 | 345 517 | 446 374 | 506 773 |

| Rok   | 2002   | 2003   | 2004   | 2005   | 2006   | 2007   | 2008   |
| ----- | ------ | ------ | ------ | ------ | ------ | ------ | ------ |
| Počet | 33 257 | 31 207 | 35 396 | 37 773 | 32 254 | 36 895 | 39 872 |

| Rok   | 2002   | 2003   | 2004   | 2005   | 2006   | 2007   | 2008   |
| ----- | ------ | ------ | ------ | ------ | ------ | ------ | ------ |
| Počet | 19 351 | 19 856 | 30 250 | 31 829 | 31 471 | 29 605 | 32 161 |